# Firouz Vladi

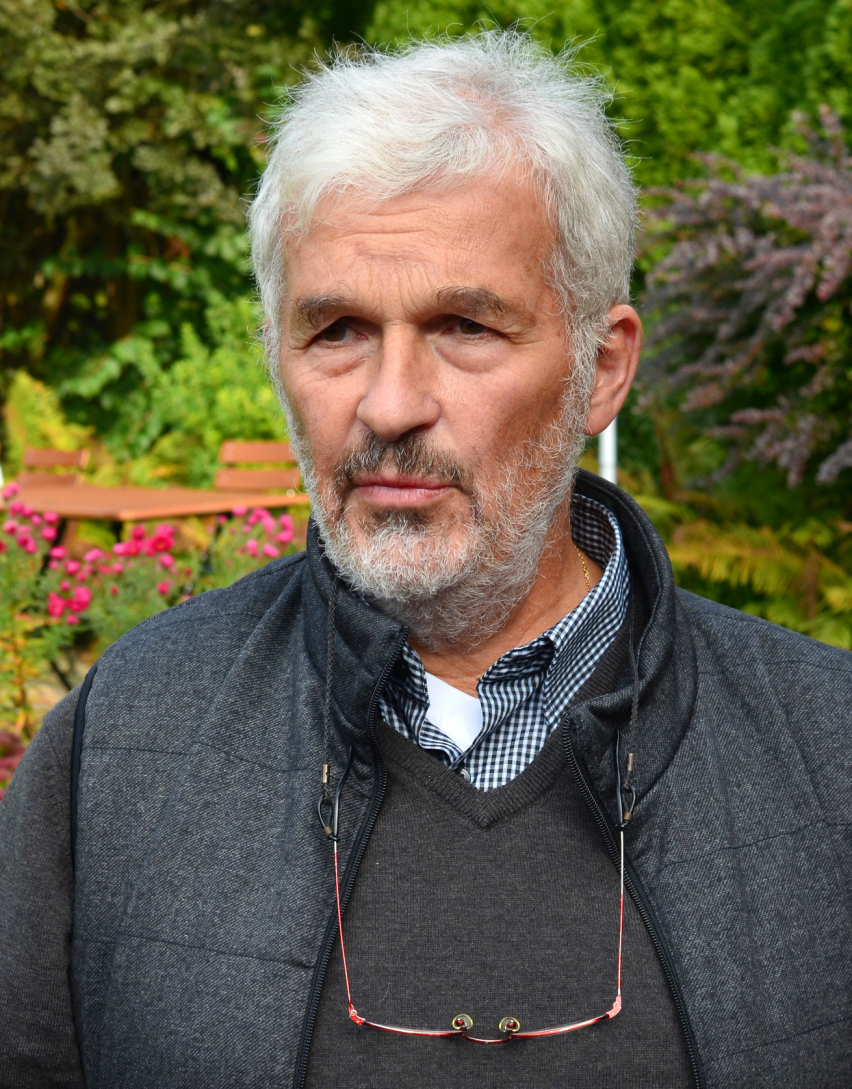
Firouz Vladi, 2016

Firouz Vladi (* 1948 in Hamburg) ist ein deutscher Historiker, Geologe und Autor.

## Leben
Vladi hat persische Vorfahren, die in den 1920er und 1930er Jahren nach Deutschland einwanderten und zur iranischen Kaufmannsschicht in Hamburg gehörten. Firouz Vladi ist das jüngste von vier Kindern. Sein Vater war Iraner und seine Mutter Deutsche. Er besuchte zunächst das Johanneum Hamburg, wo er 1968 das Abitur ablegte und anschließend Geologie studierte. Ab 1979 war er als Diplomgeologe für den Landkreis Osterode tätig. Zu seinen Aufgaben als Planungs- und Amtsleiter im Umweltverwaltungsrecht gehörten Rohstoffabbau- und Renaturierung, Entsorgungstechnik sowie Naturschutz. 2008 ging er in den Ruhestand. Vladi lebt in Osterode, ist verheiratet und hat einen Sohn.
Sein Bruder Farhad Vladi ist internationaler Inselmakler. Beide sind Enkel des Kaufmanns Hassan Vladi, der wie ihr Vater Teppiche, Leder und Süßholz nach Hamburg importierte. Ihr Vater war 1941 Mitbegründer des islamisch-iranischen Gräberfeldes auf dem Hamburger Friedhof Ohlsdorf und legte 1960 mit Partnern den Grundstein für die Imam-Ali-Moschee an der Außenalster in Hamburg. 2016 gründete Firouz Vladi einen Förderverein zur Erhaltung von Familiengrabstätten auf dem islamisch-iranischen Gräberfeld.

### Engagement
Firouz Vladi wirkt in berufsständischen Vereinigungen der Geowissenschaften, der Regionalgeschichte sowie des Natur- und Umweltschutzes. Darüber hinaus schreibt er regelmäßig Fachessays und hat mehrere Bücher veröffentlicht. Für die Osteroder Erwachsenenbildung führt er geowissenschaftliche Studienreisen durch, die unter anderem nach Kanada und in den Iran führten.
Vladi führt Exkursionen durch die Harzer Gipskarstlandschaft und referiert zu dem Thema. Das Gebiet erforschte er bereits während seines Studiums Anfang der 1970er Jahre  mit Weggefährten, was zu weiteren Untersuchungen der Einhornhöhle führte. Er nahm an einem studentischen Forschungsprojekt zur Gipskarstlandschaft Hainholz bei Düna teil, was den Schutz des Gebietes verbesserte. 1989 beging Firouz Vladi im Rahmen des Kleinen Grenzverkehrs den zu dieser Zeit rund 50 km langen Karstwanderweg in der DDR. Durch seine Planungen wurde der Wanderweg nach der Wende nach Westen verlängert, wodurch er eine Länge von 233 km erhielt.
1997 war Vladi Mitbegründer der Geschichtswerkstatt „Arbeitsgemeinschaft Spurensuche in der Südharzregion“. Aufgabe der Vereinigung, die unter anderem Gedenkorte an ehemaligen KZ-Außenlagern einrichtete, ist die Dokumentation des NS-Unrechts im Landkreis Osterode. 2011 initiierte Vladi zum 250. Jahrestag der Zerstörung der Burg Scharzfels eine Arbeitsgemeinschaft, die sich der historischen Dokumentation, Publikation und touristischen Aufwertung der Burgruine widmet.
Als Muslim engagiert sich Firouz Vladi im Islamischen Arbeitskreises Harz e.V., einer Plattform für den interreligiösen Dialog. Er gehört zu den Gründern der Schura Niedersachsen, war zeitweise Geschäftsführer und bis 2016 Referent für Öffentlichkeitsarbeit. Er vertrat die Schura am Runden Tisch zum islamischen Religionsunterricht im Niedersächsischen Kultusministerium. Vladi setzte sich in dieser Funktion beispielsweise stark dafür ein, dass muslimische Lehrerinnen zukünftig auch mit Kopftuch unterrichten dürfen.

## Veröffentlichungen (Auswahl)
- mit Stephan F. J. Kempe, Erich Mattern, Fritz Reinboth, Martin Seeger: Die Jettenhöhle bei Düna und ihre Umgebung, Abh. Karst- und Höhlenkunde A6, 1972
- Führer durch die Einhornhöhle bei Scharzfeld am Südharz.- A Guide to the Unicorn Cave at Scharzfeld, Harz-Mountains. Scharzfeld (Harzklub-ZV) 1979.
- mit Friedrich Reinboth: Johannes Letzners Beschreibung der Steinkirche und der Einhornhöhle bei Scharzfeld. Harz-Zeitschrift, 32. Jg., S. 77–91; Braunschweig (Harz-Verein für Geschichte und Altertumskunde) 1980.
- Düna – ein Herrensitz des frühen Mittelalters: Archäologische und naturwissenschaftliche Prospektion. (1986)
- mit Stephan Kempe: Die Lichtensteinhöhle. Eine präholozäne Gerinnehöhle im Gips und Stätte urgeschichtlicher Menschenopfer am Südwestrand des Harzes (Gemarkung Dorste, Landkreis Osterode am Harz). Heimatblätter für den südwestlichen Harzrand, H. 44, S. 1–12; Osterode am Harz 1988.
- Die Burg Scharzfels – von den Anfängen bis zur Gegenwart. (1990)
- Der Lonauer Wasserfall bei Herzberg am Harz. Unser Harz, H. 7, S. 123–125, Clausthal-Zellerfeld 1996.
- Der Bau der Helmetalbahn, Verlag Mecke-Druck, Duderstadt (2000), ISBN 3-932752-55-4.
- Das Leben des Hassan Vladi. Ein frühes Beispiel für Migration und Integration aus Hamburg. Die Brücke, Heft 131, Jahrgang XXIII, Januar-Februar-März 2004/1; Saarbrücken.
- Zwischen Religion und Politik. Wohin entwickelt sich der organisierte Islam? Loccumer Protokolle, 17/05, 279–288; Evangelische Akademie Loccum. ISBN 978-3-8172-1705-2
- Sterben, Jenseitserwartung und Bestattung – Muslime in Deutscher Erde. in: Sörries, Reiner (Hrsg.): Muslime in Deutscher Erde – Sterben, Jenseitserwartung und Bestattung. Kasseler Studien zur Sepulkralkultur, Band 15, 114 S.; Kassel (Arbeitsgemeinschaft Friedhof u. Denkmal e.V.) 2009. ISBN 978-3-924447-40-3,  S. 17–36
- Ziele der Imamausbildung aus muslimischer Sicht. in: Bülent Uçar (Hrsg.): Imanmausbildung in Deutschland. Osnabrück (Universitätsverlag) 2010. ISBN 978-3-89971-669-6, S. 173–184;
- mit Friedrich Reinboth: Martha, Martha, Du entschwandest ... Wie die Marthahöhle im Hainholz zu ihrem Namen kam. Mitteilungen der Arbeitsgemeinschaft für Karstkunde Harz e.V., S. 3–10; Goslar 2011.
- Zur Geschichte der 1761 gesprengten Burg Scharzfels.  Papierflieger Verlag, Clausthal-Zellerfeld 2020, ISBN 978-3-86948-746-5.
- mit Hans Joachim Franzke, Rainer Müller: Südharz und Kyffhäuser – auf den Spuren der Vorzeit. Edition Goldschneck, Verlag Quelle & Meyer, Wiebelsheim 2023, ISBN 978-3-494-01658-0.
- Gipskarstlandschaft Südharz – Natur und Geschichte am südwestlichen Harzrand.  Papierflieger Verlag, Clausthal-Zellerfeld 2024, ISBN 978-3-86948-985-8.